# Rondeletia glomeruliflora
Rondeletia glomeruliflora är en måreväxtart som beskrevs av Brother Alain. Rondeletia glomeruliflora ingår i släktet Rondeletia och familjen måreväxter. Inga underarter finns listade i Catalogue of Life.